# Melzerella huedepohli
Melzerella huedepohli là một loài bọ cánh cứng trong họ Cerambycidae.